# MaNga

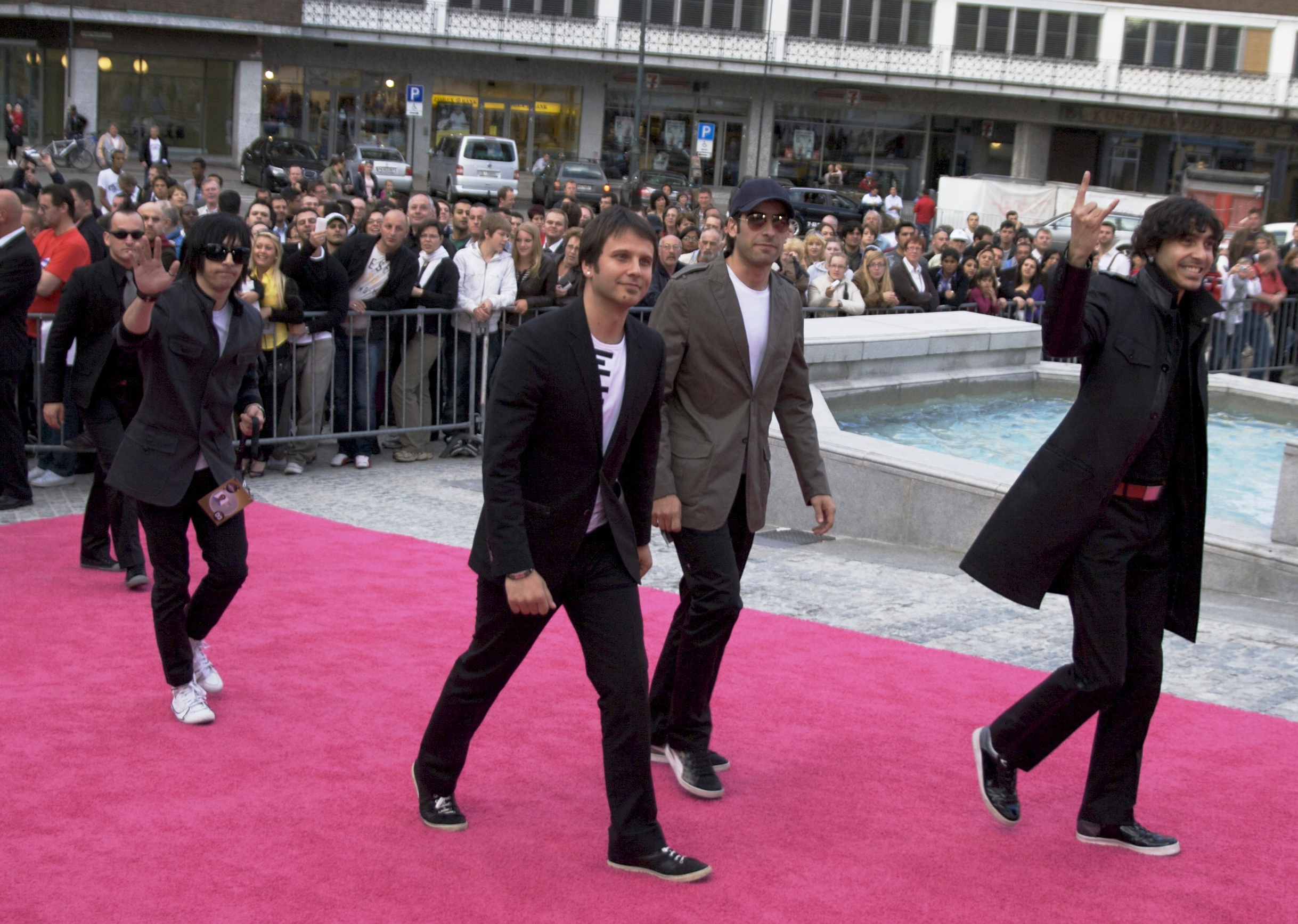
Formația maNga în Oslo

maNga este o formație muzicală de rap rock din Turcia. Are cinci membri: Ferman Akgül (voce); Yağmur Sarıgül (chitara); Cem Bahtiyar (chitară bas); Efe Yılmaz (DJ); Özgür Can Öney (baterie). În 2009, ei au câștigat premiul Best Turkish Act de la MTV Turcia și premiul Best European Act de la MTV Networks Europe. Ei au reprezentat Turcia la Concursul Muzical Eurovision 2010 cu melodia „We Could Be The Same”,clasandu-se pe locul al doilea. Diferența de România fiind doar de 8 puncte.

## Povestea trupei
maNga a fost formată in 2001 ,numele provenind de la benzile desenate japoneze Manga.
Muzica lor reprezinta un mix de influențe anatoliene și nu-metal,rap, hip-hop.Desi la inceput ei cântau coveruri ,acum au ajuns una dintre cele mai de succes trupe din Turcia.Albumul lor de debut a fost premiat cu discul de aur,fiind vândut în peste 100.000 de copii.În 2010 au reprezentat Turcia la concursul Muzical Eurovision unde au obținut 170 de puncte și locul II.

## Membrii
Ferman
- Nume complet: Ferman Akgül
- Vocalist
- Data nasterii: 25  decembrie 1979

S-a născut la 25 decembrie în Ankara.
Și-a început cariera cântând la chitară;face parte din maNga din anul 2002
 Yamyam 
- Nume complet: Yağmur Sarıgül
- Chitara electrica si Vocalist
- Data nasterii : 26  august  1979

S-a nascut în 1979 in Antalya.Yagmur și-a început drumul în muzica studiind pian și vioara,iar mai tarziu chitara.Face parte din maNga din 2001.
 Cem 
- Nume complet : Cem Bahtiyar
- Chitară bas si Vocalist
- Data nasterii : 18  ianuarie 1979

S-a născut în Denizli.A luat lecții de chitara clasica în timpul liceului ;și-a finalizat studiile la Conservatorul din Denizli.
 Efe Yılmaz 
- Nume complet : Efe Yılmaz
- DJ
- Data nasterii : 3 octombrie 1979

S-a născut în Ankara.A inceput sa faca mix-uri cu un echipament montat în casa lui.
 Özgür Can Öney 
- Nume complet: Özgür Can Öney
- Baterie
- Data nasterii: 21 iulie 1980

S-a născut în Ankara.A studiat Astronomie .În timpul liber practică arte martiale si kick-boxing.

## Discografie
- 2004-maNga-Primul album de studio;vandut in peste 100,000 copii;Casa de discuri:Sony Music/GRGDN
- 2006-maNga+ -Lansat in 2006;Casa de discuri:Sony Music/GRGDN
- 2009 -Șehr-i Hüzün-Al 2-lea album de studio;Casa de discuri:Sony
- 2010-We could be the same-Album ce contine piesa de la Eurovision